# Pauzesoftware

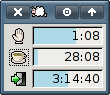
Workrave met 3 timers: tijd tot micropauze, tijd tot een langere 'koffiepauze' en daglimiet

Het doel van pauzesoftware (ook wel anti-rsi-software) is om computergebruikers meer of minder dwingend eraan te herinneren dat zij, bij gebruik van toetsenbord en muis, regelmatig een pauze moeten nemen om mogelijke CANS (complaints of arms, neck and shoulder)/ RSI (repetitive strain injury)-problemen te voorkomen. Pauzesoftware wordt ook verondersteld te kunnen bijdragen aan het herstel van computergerelateerde klachten door het afbeelden van suggesties voor oefeningen op het beeldscherm.